# Vésiculite
En médecine, la vésiculite, ou spermatocystite, est une inflammation des vésicules séminales.
C'est une infection d'une ou des deux vésicules séminales, qui provient généralement de la dissémination d'un germe microbien par reflux urinaire. On en fait habituellement le diagnostic lors d'une consultation pour une gonorrhée ou pour une hémospermie.